# Bahnstrecke Kißlegg–Hergatz
| Bahnhof Wangen (Allgäu) |                         |                   |                   |
| Streckennummer (DB): | 4560                    |                   |                   |
| Kursbuchstrecke (DB): | 753 / 971               |                   |                   |
| Kursbuchstrecke: | 316d (1944) 306g (1946) |                   |                   |
| Streckenlänge: | 18,590 km               |                   |                   |
| Spurweite: | 1435 mm (Normalspur)    |                   |                   |
| Streckenklasse: | D4                      |                   |                   |
| Stromsystem: | 15 kV 16,7 Hz ~         |                   |                   |
| Minimaler Radius: | 293 m                   |                   |                   |
| Streckengeschwindigkeit: | 120 km/h                |                   |                   |
| Streckengeschwindigkeit mit Neigetechnik: | 140 km/h                |                   |                   |
| Zugbeeinflussung: | PZB                     |                   |                   |
| |                         |                   |                   |
| \| \| \| von Isny \| \| \| \| 0,000 \| Kißlegg \| 651 m \| \| \| \| nach Herbertingen \| \| \| \| 5,200 \| Sommersried \| Sommersried \| \| \| 8,330 \| Untere Argen \| Untere Argen \| \| \| 9,000 \| Ratzenried \| 612 m \| \| \| 13,307 \| Wangen (Allgäu) \| 570 m \| \| \| 14,406 \| Obere Argen \| Obere Argen \| \| \| \| von Buchloe \| \| \| \| 18,590 \| Hergatz \| 555 m \| \| \| \| nach Lindau \| \| \| \| \| \| \| \| Quellen: [1][2][3] \| \| \| \| |                         |                   |                   |
| Strecke |                         | von Isny          | von Isny          |
| Bahnhof | 0,000                   | Kißlegg           | 651 m             |
| Abzweig geradeaus und nach rechts |                         | nach Herbertingen | nach Herbertingen |
| ehemaliger Haltepunkt / Haltestelle | 5,200                   | Sommersried       | Sommersried       |
| Brücke über Wasserlauf | 8,330                   | Untere Argen      | Untere Argen      |
| ehemaliger Bahnhof | 9,000                   | Ratzenried        | 612 m             |
| Bahnhof | 13,307                  | Wangen (Allgäu)   | 570 m             |
| Brücke über Wasserlauf | 14,406                  | Obere Argen       | Obere Argen       |
| Abzweig geradeaus und von links |                         | von Buchloe       | von Buchloe       |
| Bahnhof | 18,590                  | Hergatz           | 555 m             |
| Strecke |                         | nach Lindau       | nach Lindau       |
| |                         |                   |                   |
| Quellen: |                         |                   |                   |

Die Bahnstrecke Kißlegg–Hergatz ist eine 18,6 Kilometer lange normalspurige Hauptbahn im Allgäu und Teil der Ausbaustrecke München–Lindau.
Die Bahnstrecke führt von Kißlegg über Wangen im Allgäu nach Hergatz und verbindet damit die Bahnstrecke Herbertingen–Isny mit der Bahnstrecke Buchloe–Lindau. Betrieben wird sie von der Deutschen Bahn, die Strecke ist seit 2020 elektrifiziert und durchgehend eingleisig. Sie ist Teil der Kursbuchstrecke 753 von Aulendorf nach Hergatz, die alternativ auch als Württemberg-Allgäu-Bahn bezeichnet wird, und der Kursbuchstrecke 971 von Augsburg nach Lindau. Die Strecke ist in den Bodensee-Oberschwaben Verkehrsverbund (bodo) integriert.

## Geschichte

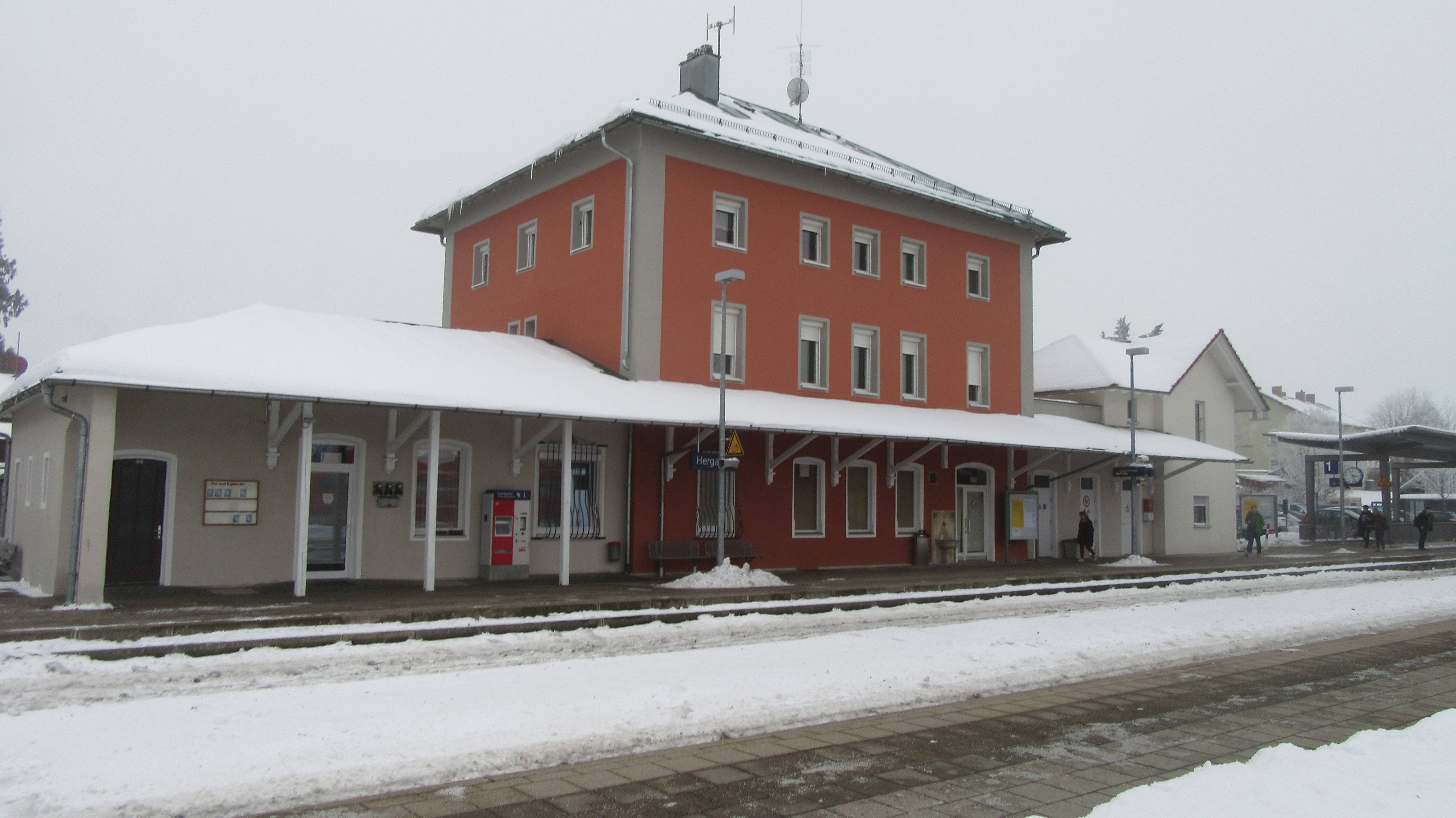
Endpunkt der Strecke: Bahnhof Hergatz

Nachdem das bayerische Hergatz bereits 1853 und das württembergische Kißlegg 1870 ihren Eisenbahnanschluss bekommen hatte, blieb die Oberamtsstadt Wangen weiterhin ohne Bahnverbindung. Erst 1876 erreichte die Stadt den Beschluss zum Bau einer 13,3 Kilometer langen Anschlussstrecke vom Bahnhof Kißlegg her. Diese konnte am 31. Juli 1880 eröffnet werden. 1887 wurde durch einen Staatsvertrag zwischen beiden Ländern außerdem der Bau des 5,3 Kilometer langen Lückenschlusses bis Hergatz beschlossen, er ging am 15. Juli 1890 in Betrieb. Die geologischen Verhältnisse vor Ort erschwerten mehrfach den Bahnbau. Die neue Verbindung ermöglicht seit ihrer Fertigstellung eine kürzere Verbindung von München nach Lindau als die über Kempten führende Bahnstrecke Buchloe–Lindau (Bayerische Allgäubahn).
Im Rahmen des Ausbaus der Strecke München–Lindau befürchteten Anwohner aufgrund einer Prognose des Bundes von siebzehn Güterzügen pro Tag für das Jahr 2025 eine Steigerung des Lärms und der Erschütterungen sowie eine Wertminderung ihrer Grundstücke. Güterverkehr ohne Elektrifizierung wurde hierbei als unrealistisch erachtet und als Täuschungsversuch „der Bahn“, um die angebliche Lärmsteigerung „kleinzureden“, gesehen, DB Netz verwies jedoch auf die Nachteile der Strecke und erwartete demzufolge auch für die Zukunft wenig Güterverkehr.
Zum Fahrplanwechsel 2020/21 wurde der elektrische Betrieb aufgenommen, zunächst der hier ohne Halt verkehrende Fernverkehr, ab Dezember 2021 auch der Regionalverkehr mit Zughalten an der Strecke.

## Streckenverlauf
Kißlegg an der Bahnstrecke Herbertingen–Isny wird geradlinig südwärts verlassen und das Tal der Unteren Argen beim Bahnhof Ratzenried westlich der eigentlichen Ortschaft samt der Bundesautobahn 96 gequert, um nach Überfahrung des Höhenrückens zum Tal der Oberen Argen Wangen zu erschließen. In einem Tal weiter, jenem der Leiblach, wird in Hergatz in die Bahnstrecke Buchloe–Lindau, die alte Ludwig-Süd-Nord-Bahn, eingefädelt.

## Betrieb

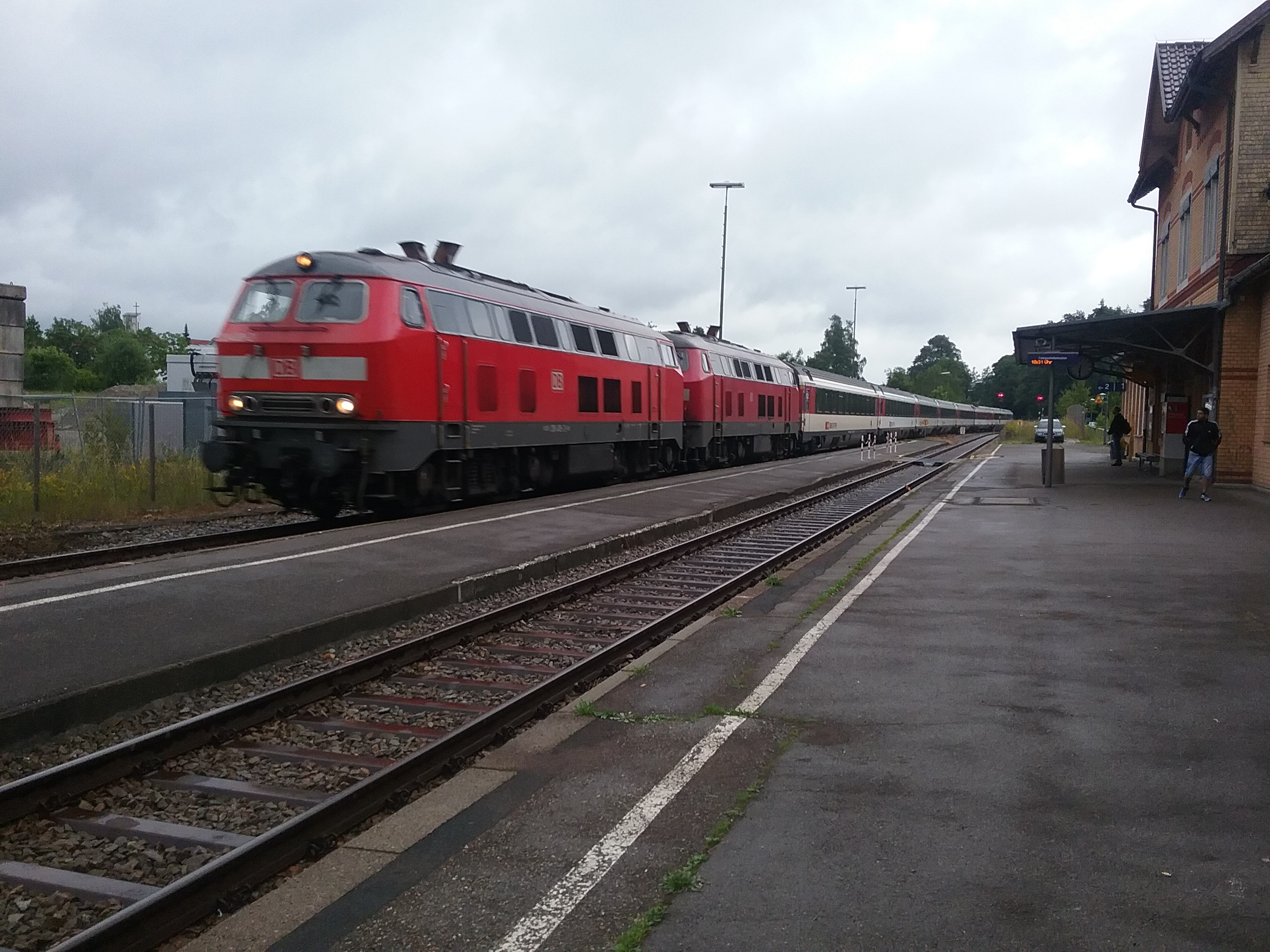
Durchfahrender Eurocity im Bahnhof Wangen (Allgäu)

Bis 2020 verkehrten im Fernverkehr drei mit Lokomotiven der Baureihe 218 bespannten Eurocity-Zugpaare München–Memmingen–Lindau–Zürich (–Basel) ohne Halt über die Strecke. Seit dem 13. Dezember 2020 werden alle Verbindungen München–Zürich als EuroCity-Express-Züge (ECE) mit elektrischen Triebzügen der Schweizerischen Bundesbahnen geführt.
Im Regionalverkehr nutzt seit dem 12. Dezember 2021 Arverio Bayern (früher: Go-Ahead) die Strecke mit den je zweistündlich verkehrenden Linien RE 96 München–Buchloe–Memmingen–Lindau und RB 92 Memmingen–Lindau, die an allen drei Bahnhöfen halten. Von Go Ahead Bayern werden elektrische Flirt-Triebzüge eingesetzt. Auf dem Abschnitt Wangen–Kißlegg verkehren ferner zweistündlich Dieseltriebwagen des Typs Regio-Shuttle als Linie RB 53 Wangen–Kißlegg–Aulendorf, die zur jeweils anderen Stunde aus Leutkirch nach Aulendorf fährt.
Folgendes galt bis dahin: Morgens hin und abends zurück verkehrte ein mit Triebwagen der Baureihe 612 (zuvor Baureihe 218 mit n-Wagen) gefahrenes RE-Zugpaar Lindau–Hergatz–Kißlegg–Memmingen–Buchloe–München. Im Nahverkehr bestand tagsüber ein Zweistundentakt der mit Triebwagen der Baureihe 650 (zuvor 628) betriebenen Regionalbahnlinie (Aulendorf–)Kißlegg–Hergatz–Lindau. Zusätzlich verkehrten Triebwagen der gleichen Baureihe als Verstärkerzüge zwischen Kißlegg und Wangen, als Anschluss zu den Zügen der Relation Memmingen–Kißlegg–Aulendorf–Sigmaringen. Zwischen Hergatz und Wangen verkehrten vor allem werktags Verstärkerzüge, die bessere Anschlüsse Richtung Kempten und Augsburg herstellten, diese guten Anschlüsse gibt es seit 2021 nicht mehr.
Bis 2011 gab es noch die Regionalbahnlinie Augsburg–Buchloe–Memmingen–Kißlegg–Hergatz–Lindau, die mit Triebwagen der Baureihe 642 oder Lokomotiven der Baureihe 218 mit n-Wagen betrieben wurde, wodurch jede Stunde durchgängig ein Zug fuhr. Diese Linie wurde zugunsten von zusätzlichen Zügen zwischen Kißlegg und Aulendorf aufgegeben.
Von Dezember 2002 bis Februar 2021 fand kein planmäßiger Güterverkehr statt. Derzeit nutzen zwei Verbindungen des Kombinierten Ladungsverkehrs (KV) der Relation Antwerpen–Wolfurt und München–Wolfurt mit mehreren Zugpaaren in der Woche die Strecke. Weiterhin wird sie bei Sperrungen der Arlbergbahn als Umleitungsroute genutzt. Aufgrund der Beschränkung der Achslast auf zwanzig Tonnen war die Nutzbarkeit eingeschränkt; seit April 2020 wird die Standard-Streckenklasse D4 (22,5 Tonnen) jedoch wieder erfüllt.